# يوجين بيت
يوجين بيت (بالإنجليزية: Eugene Pitt)‏ هو موسيقي أمريكي، ولد في 6 نوفمبر 1937، وتوفي في 29 يونيو 2018.

## وصلات خارجية
- يوجين بيت على موقع IMDb (الإنجليزية)
- يوجين بيت على موقع ميوزك برينز (الإنجليزية)
- يوجين بيت على موقع ديسكوغز (الإنجليزية)